# Riddarholmskyrkans brand 1835

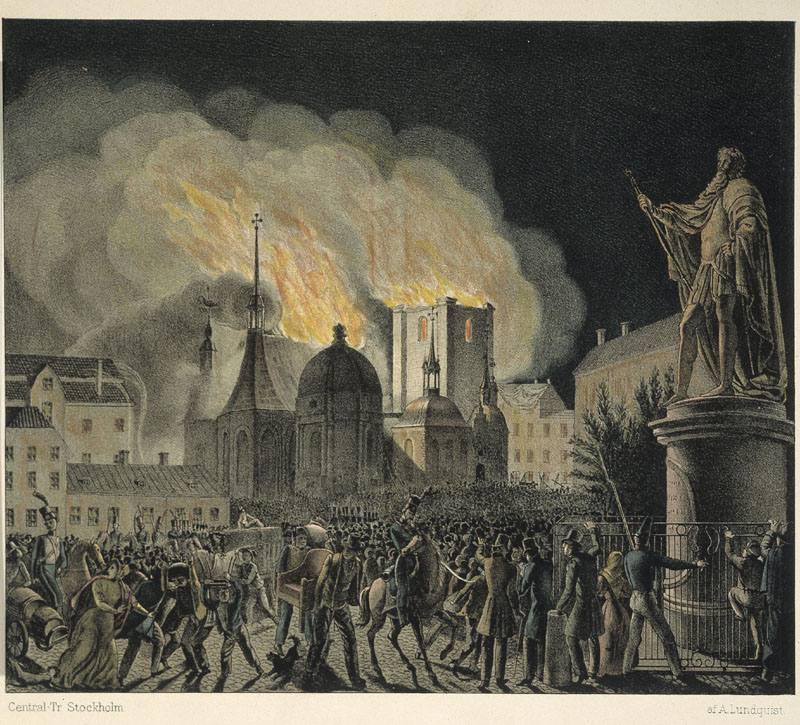
Riddarholmskyrkans brand den 28-29 juli 1835. Kolorerad litografi av konstnären Anders Lundquist (1803-1853).

Riddarholmskyrkans brand var en eldsvåda som drabbade Riddarholmskyrkan genom ett blixtnedslag i kyrktornet den 28 juli 1835 i Stockholm.
Själva kyrkan, som ligger på Riddarholmen mitt i centrala Stockholm, kunde räddas från den häftiga branden, men den höga tornspiran från 1570-talet blev helt förstörd. Tornspiran störtade samman påföljande dag. Kyrkans yttertak antändes, men valven höll och kyrkorummet klarade sig. Det brann i stentornet och i hela övre delen av själva kyrkan. Klockorna föll ned från sina ställningar. Man lyckades hindra elden att komma in i kyrkans inre. Vid samma tid slog blixten även ned i Katarina kyrkas och Kungsholms kyrkas torn. Riddarholmskyrkans torn gick inte att rädda, trots att tornspiran hade en relativt ny åskledare. Innan åskledarens tid var blixtnedslag i kyrktorn och höga byggnader en vanlig brandorsak.

## Blixtnedslaget i Riddarholmskyrkan
Tisdagen den 28 juli 1835 klockan 8.30 på morgonen slog blixten ned på spetsen av Riddarholmskyrkans torn. Efter åsknedslaget visade sig rök huvudsakligen på två ställen "nära bredvid varandra", men inte mycket, och rökutveckling pågick hela dagen utan att någon låga var synlig.

## Rapport om branden i nyhetsmagasin
Om Riddarholmskyrkans brand 1835 i nyhetsmagasin rapporterades det två månader senare, i september 1835, i Magasin för konst, nyheter och moder och där stod även beskrivet om kyrkans utseende före branden och kyrkans utseende efter branden jämte en grundritning. 

## Brandens förlopp
Den häftiga branden i Riddarholmskyrkan bröt ut och varade i hela tre dagar: tisdagen den 28 juli, onsdagen den 29 juli och torsdagen den 30 juli 1835. Flera släckningsförsök gjordes, men elden var oåtkomlig. Emellertid tycktes röken den 29 juli 1835 på morgonen vara betydligt i avtagande; man hoppades att den skulle kvävas. Flera försök gjordes att utifrån komma åt elden. Försöken lyckades till en del. Men vinden kastades ifrån sydost till nordost och gav näring åt elden genom de öppningar som varit gjorda i lä. Genom en ganska stark blåst bröt lågorna ut omkring klockan halv fyra på eftermiddagen. Tornspetsen föll klockan kvart i fem. Elden stod upp ur tornet lik en fyrbåk. 
Från den stunden kunde man inte mer rädda tornet och det brann sedan ned. De fyra mindre tornspetsarna störtade in och spetsen på det Torstensonska gravkoret störtade också in. Elden spred sig längs ryggåsen av kyrktaket, som mot natten brann ned, och klockan ett på morgonen den 30 juli störtade tornspetsen ned över kyrkkoret. Strax därefter störtade tornet över Gustavianska gravkoret samt resten av taket på det Torstensonska gravkoret. Två timmar senare föll tornspetsen över Wachtmeister och von Fersiska gravkoret. Inte förrän klockan sex på morgonen var faran för de kringliggande husen överstånden.
Vid branden förstördes det gamla klocktornet med de fem klockorna, som skänkts av drottning Kristina; tornspiran förstördes helt och de flesta vindstaken brann upp. Endast Karolinska gravkorets takkonstruktion är bevarad sedan före branden, men har i ena vindshörnet fortfarande delvis förkolnat timmer.
Branden krävde två dödsoffer, gardisten Lundqvist och lärlingen Andersson.
År 1836 ersattes den nedbrunna spiran med den spetsmönstrade gjutjärnsspiran. Vid återuppbyggnaden  av tornet åren 1838–1841 var det möjligen (men ostyrkt) efter en idé av Samuel Owen som de karaktäristiska gjutjärnsspirorna tillkom. Den konstnärliga utformningen utfördes initialt av skulptören Erik Gustaf Göthe men fullföljdes efter dennes död av arkitekten Carl Gustaf Blom Carlsson. Arkitekten Axel Nyström ritade slutligen kompletterande ornament för spirans bas, för att försköna den.